# Mughalsarai
Mughalsarai (auch Mughal Sarai, Moghalsarai; Hindi: मुग़लसराय Muġalsarāy [ˌmʊɣʌlsʌˈrɑːj]) ist eine Stadt im nordindischen Bundesstaat Uttar Pradesh mit rund 110.000 Einwohnern (Volkszählung 2011).
Die Stadt liegt im Distrikt Chandauli im Osten Uttar Pradeshs rund 10 Kilometer östlich der Stadt Varanasi (Benares).
Mughalsarai liegt an der Fernstraße Grand Trunk Road, deren Verlauf heute der National Highway 2 von Delhi nach Kolkata folgt. Die Stadt ist ein bedeutender Eisenbahnknotenpunkt. Am Bahnhof Mughalsarai treffen sich zwei wichtige Bahnstrecken, die in Ost-West-Richtung durch Nordindien führen: die Strecke von Delhi über Prayagraj und Patna nach Haora und die von Delhi über Moradabad, Bareilly, Lucknow, Varanasi und Gaya nach Haora. Viele Fernzüge verkehren über den Bahnhof Mughalsarai, er versorgt auch die nahegelegene Millionenstadt Varanasi. Dem Bahnhof Mughalsarai angeschlossen ist eines der größten Bahnbetriebswerke Indiens.
Direkt südlich von Mughalsarai schließt sich die Eisenbahnsiedlung Mughalsarai Railway Settlement an. Sie hat eine eigene Verwaltung und zählt 27.860 Einwohner (Volkszählung 2001).
Mughalsarai ist der Geburtsort des ehemaligen indischen Premierministers Lal Bahadur Shastri (1904–1966).